# Bescherelle
Pour les articles homonymes, voir Bescherelle (homonymie).
Pour le grammairien français, voir Louis-Nicolas Bescherelle.
Pour le botaniste français, voir Émile Bescherelle.
Bescherelle est une collection de livres de référence sur la langue française, publiée en France (aux éditions Hatier) et au Canada (aux éditions Hurtubise). Nommée en l'honneur du lexicographe et grammairien français du XIXe siècle Louis-Nicolas Bescherelle, elle est reconnue pour son ouvrage sur la conjugaison des verbes français.

## Description
Le linguiste polonais Zygmunt Saloni présente une description de cet ouvrage :

« “Le nouveau Bescherelle — l'art de conjuguer” est un des manuels du genre les plus connus de la langue française. Entre autres, sa consultation est rapide et sûre. Il se divise en trois parties : une introduction, les tableaux de conjugaison des verbes types et la liste alphabétique des verbes usuels, ces deux dernières formant une totalité intégrale. Le numéro placé à la suite de chacun des verbes de la liste alphabétique renvoie au tableau de conjugaison où se trouve le verbe modèle qui illustre la conjugaison du verbe en question. Les appels de note dans la liste signalent les phénomènes irréguliers, notamment les points sur lesquels le verbe s'écarte de la conjugaison type : a) transitivité, b) pronominalité, c) défectivité, d) évaluation stylistique, e) mode de création des formes analytiques (avec l'auxiliaire avoir ou être). »

— Zygmunt Saloni, Projet d’un « Bescherelle » polonais, Revue québécoise de linguistique, vol. 17, no 2, 1988
En raison de sa popularité, le terme Bescherelle est souvent utilisé dans le langage courant pour référer à un dictionnaire de conjugaison.
Les livres les plus connus sont :
- Bescherelle collège
- La Conjugaison pour tous (L'Art de conjuguer au Canada)
- L'Orthographe pour tous
- La Grammaire pour tous

Il existe également des versions produites en langues étrangères (allemand, anglais, arabe, espagnol, italien et portugais) afin d'en faciliter l'apprentissage pour les francophones.

## Mon coach Bescherelle
En janvier 2018, Bescherelle lance l'application « Mon coach Bescherelle », un entraînement en orthographe et rédaction sur mobile.

« L’application entend surtout répondre aux exigences croissantes des employeurs. “Avec le digital, nous sommes aujourd'hui amenés à écrire de plus en plus (mails, sms…). Or, beaucoup d’entreprises estiment qu’un mauvais niveau en orthographe de leurs salariés peut nuire à leur image”, souligne Célia Rosentraub, directrice générale des éditions Hatier. Cette application propose ainsi une certification officielle Bescherelle, qu’il sera possible de faire valoir sur son CV. »

L'application peut être complétée par la Certification Bescherelle.

## Dans la culture
Sur internet, il est devenu courant d’envoyer une photo d’un Bescherelle comme mème pour répondre à un texte à l’orthographe et à la grammaire particulièrement erronées.[réf. nécessaire]